# Agatirsos
Els agatirsos (grec antic: Ἀγάθυρσοι, llatí: Agathyrsi) eren un poble de la Sarmàcia europea que els autors antics mencionen amb freqüència però els donen orígens i localitzacions diferents.
Heròdot explica una tradició que diu que va escoltar als grecs de l'Euxí on Hèracles, al tornar de la seva aventura amb Gerió va passar per la regió d'Hilea va conèixer Equidna, amb la que es va aparellar. Ella li va donar tres fills, Agatir, que donà nom als agatirsos, Geló, epònim de la ciutat de Gela, i Escites, que fundà el llinatge dels escites. El tercer fill, Escites, va aconseguir tensar un arc que tenia Hèracles, i la seva mare va donar-li el regne d'Escítia, expulsant els altres dos fills. El mateix Heròdot diu que els agatirsos no eren un poble escita, però hi estaven emparentats. Els situa a la regió de Dàcia (a l'actual Transsilvània), a la vora dels escites. Diu que ocupaven les ribes del Theiss, el gran afluent del Danubi. Al seu costat hi habitaven els neures. Els Carpats els separaven d'Escítia, i quan Darios el Gran va envair aquell país, van ser capaços de rebutjar els escites que fugien de l'atac del rei persa.
No se sap fins on es van estendre els agatirsos, i alguns autors els situen al nord, al llac Meòtide (mar d'Azov), i d'altres més a l'interior. Se'n parla sempre en estreta connexió amb els sàrmates i els gelons, segons els Iambes al Rei Nicomedes, Pomponi Mela, Plini el Vell i Claudi Ptolemeu.
Heròdot diu que eren molt rics i que al seu territori s'hi trobaven diamants. Vestien robes fines i elegants i lluïen molt d'or. Les seves dones eren comuns per a tothom, ja que tots es consideraven germans, i en altres costums s'assemblaven als tracis. Estaven regits per una monarquia i Heròdot esmenta un rei seu, Espargapites, i diu que va matar el rei escita Ariapites. Escriptors posteriors parlen del seu costum de tatuar-se el cos de manera que indicava el seu rang, i de tenyir-se els cabells de color blau fosc. Aristòtil diu que recitaven les seves lleis de forma solemne per no oblidar-les, i explica que en va ser testimoni. Virgili diu que adoraven Apol·lo, però segurament és una llicència poètica per referir-se als hiperboris.